# Polska Liga Futbolu Amerykańskiego 2016
Polska Liga Futbolu Amerykańskiego 2016 – 11. edycja rozgrywek ligowych futbolu amerykańskiego w Polsce, składająca się z sześciu klas rozgrywkowych w tym rozgrywek juniorskich (PFLA J-8, PFLA J-11).
Inauguracja rozgrywek odbyła się 2 kwietnia 2016 roku o godz. 12:00 w Szczecinie pomiędzy Husarią Szczecin a Panthers Wrocław, którzy wygrali mecz 0:51.
XI Superfinał odbył się 16 lipca 2016 roku się na Stadionie Miejskim w Białymstoku, w którym Panthers Wrocław wygrał z Seahawks Gdynia 56:13.

## Topliga

### Runda zasadnicza
Tabela
| Lp. | Drużyna                       | M | W | R | P | Pkt | PZ  | PS  | +/−  |
| --- | ----------------------------- | - | - | - | - | --- | --- | --- | ---- |
| 1.  | Seahawks Gdynia               | 6 | 6 | 0 | 0 | 12  | 224 | 72  | +152 |
| 2.  | Panthers Wrocław              | 6 | 5 | 0 | 1 | 10  | 285 | 42  | +243 |
| 3.  | Primacol Lowlanders Białystok | 6 | 4 | 0 | 2 | 8   | 204 | 120 | +84  |
| 4.  | Warsaw Eagles                 | 6 | 3 | 0 | 3 | 6   | 195 | 122 | +73  |
| 5.  | Husaria Szczecin              | 6 | 2 | 0 | 4 | 4   | 66  | 202 | -136 |
| 6.  | Warsaw Sharks                 | 6 | 1 | 0 | 5 | 2   | 80  | 233 | -153 |
| 7.  | Kozły Poznań                  | 6 | 0 | 0 | 6 | 0   | 12  | 275 | -263 |

|  | Awans do rundy play-off |
|  | Runda o dziką kartę     |

Wyniki
| Drużyna                             | Kolejka    | Kolejka    | Kolejka   | Kolejka   | Kolejka    | Kolejka    |
| Drużyna                             | 1          | 2          | 3         | 4         | 5          | 6          |
| ----------------------------------- | ---------- | ---------- | --------- | --------- | ---------- | ---------- |
| Seahawks Gdynia (SEA)               | LOW 40:28  | @PAN 10:13 | HUS 45:7  | @SHA 0:35 | @KOZ 0:60  | EAG 31:27  |
| Panthers Wrocław (PAN)              | @HUS 0:51  | SEA 10:13  | @SHA 6:63 | @EAG 2:44 | KOZ 56:0   | LOW 61:21  |
| Primacol Lowlanders Białystok (LOW) | @SEA 40:28 | EAG 27:12  | @KOZ 0:35 | HUS 40:0  | SHA 53:7   | @PAN 61:21 |
| Warsaw Eagles (EAG)                 | @LOW 27:12 | HUS 54:6   | @KOZ 0:48 | PAN 2:44  | SHA 52:14  | @SEA 31:27 |
| Husaria Szczecin (HUS)              | PAN 0:51   | SHA 24:6   | @EAG 54:6 | @SEA 45:7 | KOZ 29:6   | @LOW 40:0  |
| Warsaw Sharks (SHA)                 | KOZ 47:6   | @HUS 24:6  | PAN 6:63  | SEA 0:35  | @EAG 52:14 | @LOW 53:7  |
| Kozły Poznań (KOZ)                  | @SHA 47:6  | LOW 0:35   | EAG 0:48  | @HUS 29:6 | SEA 0:60   | @PAN 56:0  |

### Dzika karta
Wyniki
| Kolejka                       | Data       | Gospodarz        | Wynik | Przeciwnik       |
| ----------------------------- | ---------- | ---------------- | ----- | ---------------- |
| Półfinał                      | 04.06.2016 | Husaria Szczecin | 54:32 | Warsaw Sharks    |
| Półfinał                      | 04.06.2016 | Warsaw Eagles    | 36:7  | Kozły Poznań     |
| Mecz o utrzymanie             | 25.06.2016 | Warsaw Sharks    | 22:12 | Kozły Poznań     |
| Mecz o awans do fazy play-off | 18.06.2016 | Warsaw Eagles    | 42:0  | Husaria Szczecin |

### Runda o rozstawienie
Tabela
| Lp. | Drużyna                       | M | W | P | R | Pkt | PZ  | PS  | +/−  |
| --- | ----------------------------- | - | - | - | - | --- | --- | --- | ---- |
| 1.  | Panthers Wrocław              | 8 | 7 | 0 | 1 | 14  | 349 | 68  | +281 |
| 2.  | Seahawks Gdynia               | 8 | 7 | 0 | 1 | 14  | 257 | 119 | +138 |
| 3.  | Primacol Lowlanders Białystok | 8 | 4 | 4 | 8 | 238 | 178 | +60 |      |

Wyniki
| Data       | Gospodarz                     | Wynik | Przeciwnik                    |
| ---------- | ----------------------------- | ----- | ----------------------------- |
| 05.06.2016 | Primacol Lowlanders Białystok | 20:21 | Seahawks Gdynia               |
| 11.06.2016 | Panthers Wrocław              | 37:14 | Primacol Lowlanders Białystok |
| 18.06.2016 | Seahawks Gdynia               | 12:27 | Panthers Wrocław              |

### Runda play-off
|  |           |                               |           |                 |    |       |                  |       |
|  | Półfinały | Półfinały                     | Półfinały |                 |    | Finał | Finał            | Finał |
|  | Półfinały | Półfinały                     | Półfinały |                 |    | Finał | Finał            | Finał |
|  |           |                               |           |                 |    |       |                  |       |
|  |           |                               |           |                 |    |       |                  |       |
|  | 1         | Panthers Wrocław              | 28        |                 |    |       |                  |       |
|  | 1         | Panthers Wrocław              | 28        |                 |    |       |                  |       |
|  | 4         | Warsaw Eagles                 | 17        |                 |    |       |                  |       |
|  | 4         | Warsaw Eagles                 | 17        |                 |    | 1     | Panthers Wrocław | 56    |
|  |           |                               |           |                 |    | 1     | Panthers Wrocław | 56    |
|  |           |                               | 2         | Seahawks Gdynia | 13 |       |                  |       |
|  | 2         | Seahawks Gdynia               | 2         | Seahawks Gdynia | 13 | 14    |                  |       |
|  | 2         | Seahawks Gdynia               |           |                 |    |       |                  |       |
|  | 3         | Primacol Lowlanders Białystok | 13        |                 |    |       |                  |       |
|  | 3         | Primacol Lowlanders Białystok | 13        |                 |    |       |                  |       |
|  |           |                               |           |                 |    |       |                  |       |

Wyniki
| Kolejka       | Data       | Gospodarz        | Wynik | Przeciwnik                    |
| ------------- | ---------- | ---------------- | ----- | ----------------------------- |
| Półfinał      | 02.07.2016 | Panthers Wrocław | 28:17 | Warsaw Eagles                 |
| Półfinał      | 03.07.2016 | Seahawks Gdynia  | 14:13 | Primacol Lowlanders Białystok |
| XI SuperFinał | 16.07.2016 | Panthers Wrocław | 56:13 | Seahawks Gdynia               |

### Baraż o Topligę
Wyniki
| Data       | Gospodarz    | Wynik | Przeciwnik      |
| ---------- | ------------ | ----- | --------------- |
| 31.07.2016 | Kozły Poznań | 0:49  | Outlaws Wrocław |

## PFLA I

### Runda zasadnicza
Tabela
| Grupa północna   |                    |   |   |   |   |     |     |     |      |
| Lp.              | Drużyna            | M | W | R | P | Pkt | PZ  | PS  | +/−  |
| 1.               | Outlaws Wrocław    | 8 | 7 | 0 | 1 | 14  | 329 | 94  | +235 |
| 2.               | Warsaw Dukes       | 8 | 7 | 0 | 1 | 14  | 337 | 135 | +202 |
| 3.               | Wilki Łódzkie      | 8 | 4 | 0 | 4 | 8   | 209 | 162 | +47  |
| 4.               | Seahawks Sopot     | 8 | 2 | 0 | 6 | 4   | 144 | 243 | -99  |
| 5.               | Cougars Szczecin   | 8 | 0 | 0 | 8 | 0   | 22  | 407 | -385 |
| Grupa południowa |                    |   |   |   |   |     |     |     |      |
| 1.               | Tychy Falcons      | 8 | 8 | 0 | 0 | 16  | 457 | 100 | +357 |
| 2.               | Gliwice Lions      | 8 | 5 | 0 | 3 | 10  | 191 | 214 | -23  |
| 3.               | AZS Silesia Rebels | 8 | 4 | 0 | 4 | 8   | 169 | 171 | -2   |
| 4.               | Kraków Kings       | 8 | 3 | 0 | 5 | 6   | 164 | 214 | -50  |
| 5.               | Tytani Lublin      | 8 | 0 | 0 | 8 | 0   | 46  | 328 | -282 |

|  | Awans do rundy play-off |

Wyniki
| Grupa północna   |       |       |       |       |      |
| Gospodarz/Gość   | OUT   | DUK   | WIL   | SEA   | COU  |
| Outlaws Wrocław  | –     | 54:32 | 26:13 | 48:0  | 44:0 |
| Warsaw Dukes     | 43:23 | –     | 37:7  | 48:18 | 48:0 |
| Wilki Łódzkie    | 6:31  | 20:47 | –     | 25:0  | 51:0 |
| Seahawks Sopot   | 0:41  | 13:40 | 7:33  | –     | 62:8 |
| Cougars Szczecin | 0:62  | 0:42  | 14:54 | 0:44  | –    |

| Grupa południowa   |       |       |       |       |      |
| Gospodarz/Gość     | FAL   | LIO   | SIL   | KIN   | TYT  |
| Tychy Falcons      | –     | 73:14 | 42:7  | 52:14 | 82:0 |
| Gliwice Lions      | 0:67  | –     | 24:7  | 42:13 | 29:0 |
| AZS Silesia Rebels | 25:39 | 14:21 | –     | 17:14 | 30:7 |
| Kraków Kings       | 26:50 | 33:26 | 6:27  | –     | 32:0 |
| Tytani Lublin      | 14:52 | 7:35  | 18:42 | 0:26  | –    |

### Runda play-off
|  |           |                 |           |                 |    |       |               |       |
|  | Półfinały | Półfinały       | Półfinały |                 |    | Finał | Finał         | Finał |
|  | Półfinały | Półfinały       | Półfinały |                 |    | Finał | Finał         | Finał |
|  |           |                 |           |                 |    |       |               |       |
|  |           |                 |           |                 |    |       |               |       |
|  | 1PD       | Tychy Falcons   | 88        |                 |    |       |               |       |
|  | 1PD       | Tychy Falcons   | 88        |                 |    |       |               |       |
|  | 2PN       | Warsaw Dukes    | 34        |                 |    |       |               |       |
|  | 2PN       | Warsaw Dukes    | 34        |                 |    | 1PD   | Tychy Falcons | 54    |
|  |           |                 |           |                 |    | 1PD   | Tychy Falcons | 54    |
|  |           |                 | 1PN       | Outlaws Wrocław | 21 |       |               |       |
|  | 1PN       | Outlaws Wrocław | 1PN       | Outlaws Wrocław | 21 | 58    |               |       |
|  | 1PN       | Outlaws Wrocław |           |                 |    |       |               |       |
|  | 2PD       | Gliwice Lions   | 27        |                 |    |       |               |       |
|  | 2PD       | Gliwice Lions   | 27        |                 |    |       |               |       |
|  |           |                 |           |                 |    |       |               |       |

Wyniki
| Kolejka  | Data       | Gospodarz       | Wynik | Przeciwnik      |
| -------- | ---------- | --------------- | ----- | --------------- |
| Półfinał | 09.07.2016 | Tychy Falcons   | 88:34 | Warsaw Dukes    |
| Półfinał | 10.07.2016 | Outlaws Wrocław | 58:27 | Gliwice Lions   |
| Finał    | 23.07.2016 | Tychy Falcons   | 54:21 | Outlaws Wrocław |

### Baraże o PFLA I
Wyniki
| Data       | Gospodarz      | Wynik | Przeciwnik        |
| ---------- | -------------- | ----- | ----------------- |
| 29.10.2016 | Seahawks Sopot | 32:28 | Wolverines Opole  |
| 30.10.2016 | Tytani Lublin  | 0:36  | Bydgoszcz Archers |

## PFLA II

### Runda zasadnicza
Tabela
| Grupa północna   |                          |   |   |   |   |     |     |      |      |
| Lp.              | Drużyna                  | M | W | R | P | Pkt | PZ  | PS   | +/−  |
| 1.               | AZS Olsztyn Lakers       | 6 | 5 | 0 | 1 | 10  | 161 | 82   | +79  |
| 2.               | Bydgoszcz Archers        | 6 | 4 | 0 | 2 | 8   | 148 | 60   | +88  |
| 3.               | Angels Toruń             | 6 | 3 | 0 | 3 | 6   | 98  | 112  | -14  |
| 4.               | Griffons Słupsk          | 6 | 0 | 0 | 6 | 0   | 46  | 199  | -153 |
| Grupa centralna  |                          |   |   |   |   |     |     |      |      |
| 1.               | Rhinos Wyszków           | 6 | 6 | 0 | 0 | 12  | 264 | 33   | +231 |
| 2.               | Green Ducks Radom        | 6 | 4 | 0 | 2 | 8   | 246 | 76   | +170 |
| 3.               | Crusaders Warszawa       | 6 | 2 | 0 | 4 | 4   | 83  | 190  | -107 |
| 4.               | Warsaw Sharks B          | 6 | 0 | 0 | 6 | 0   | 2   | 296  | -294 |
| Grupa wschodnia  |                          |   |   |   |   |     |     |      |      |
| 1.               | Kraków Tigers            | 6 | 5 | 0 | 1 | 10  | 184 | 49   | +135 |
| 2.               | Silvers Olkusz           | 6 | 5 | 0 | 1 | 10  | 195 | 61   | +134 |
| 3.               | Rzeszów Rockets          | 6 | 4 | 0 | 2 | 8   | 191 | 63   | +128 |
| 4.               | Aviators Mielec          | 6 | 1 | 0 | 5 | 2   | 20  | 195  | -175 |
| 5.               | Zagłębie Steelers        | 6 | 0 | 0 | 6 | 0   | 8   | 230  | -222 |
| Grupa zachodnia  |                          |   |   |   |   |     |     |      |      |
| 1.               | Panthers Wrocław B       | 6 | 5 | 0 | 1 | 8   | 208 | 52   | +156 |
| 2.               | Dragons Zielona Góra     | 6 | 4 | 0 | 2 | 8   | 212 | 109  | +103 |
| 3.               | Patrioci Poznań          | 6 | 4 | 0 | 2 | 8   | 189 | 93   | +96  |
| 4.               | Stal Gorzów Wielkopolski | 6 | 1 | 0 | 5 | 2   | 32  | 242  | -210 |
| 5.               | Kozły Poznań B           | 6 | 1 | 5 | 1 | 54  | 199 | -145 |      |
| Grupa południowa |                          |   |   |   |   |     |     |      |      |
| 1.               | Wolverines Opole         | 6 | 6 | 0 | 0 | 12  | 279 | 74   | +205 |
| 2.               | Hammers Łaziska Górne    | 6 | 3 | 0 | 3 | 6   | 111 | 137  | -26  |
| 3.               | Rybnik Thunders          | 6 | 2 | 0 | 4 | 4   | 69  | 157  | -88  |
| 4.               | Pretorians Skoczów       | 6 | 1 | 0 | 5 | 2   | 36  | 127  | -91  |

Wyniki
| Grupa północna           |            |           |            |           |            |           |
| Drużyna                  | Kolejka    | Kolejka   | Kolejka    | Kolejka   | Kolejka    | Kolejka   |
| Drużyna                  | 1          | 2         | 3          | 4         | 5          | 6         |
| AZS Olsztyn Lakers (LAK) | GRI 38:12  | @ARC 28:7 | @ANG 13:27 | @GRI 8:20 | ARH 34:21  | ANG 35:0  |
| Bydgoszcz Archers (ARC)  | @ANG 6:24  | GRI 27:6  | LAK 28:7   | ANG 6:7   | @LAK 34:21 | @GRI 0:42 |
| Angels Toruń (ANG)       | ARC 6:24   | @GRI 6:30 | LAK 13:27  | @ARC 6:7  | GRI 42:14  | @LAK 35:0 |
| Griffons Słupsk (SŁU)    | @LAK 38:12 | @ARC 27:6 | ANG 6:30   | LAK 8:20  | @ANG 42:14 | ARC 0:42  |

| Grupa centralna          |           |           |            |           |           |            |
| Drużyna                  | Kolejka   | Kolejka   | Kolejka    | Kolejka   | Kolejka   | Kolejka    |
| Drużyna                  | 1         | 2         | 3          | 4         | 5         | 6          |
| Rhinos Wyszków (RHI)     | CRU 41:0  | @SHA 0:47 | @CRU 0:53  | GRD 26:12 | SHA 50:0  | @GRD 21:47 |
| Green Ducks Radom (GRD)  | SHA 80:0  | @CRU 3:48 | @RHI 26:12 | CRU 46:0  | RHI 21:47 | @SHA 0:39  |
| Crusaders Warszawa (CRU) | @RHI 41:0 | GRD 3:48  | RHI 0:53   | @SHA 2:45 | @GRD 46:0 | SHA 35:0   |
| Warsaw Sharks B (SHA)    | @GRD 80:0 | RHI 0:47  | CRU 2:45   | @RHI 50:0 | GRD 0:39  | @CRU 35:0  |

| Grupa wschodnia         |            |            |           |           |            |           |
| Drużyna                 | Kolejka    | Kolejka    | Kolejka   | Kolejka   | Kolejka    | Kolejka   |
| Drużyna                 | 1          | 2          | 3         | 4         | 5          | 6         |
| Kraków Tigers (TIG)     | ROC 14:12  | @ROC 16:14 | @STE 0:48 | SIL 23:21 | STE 52:0   | @AVI 0:33 |
| Silvers Olkusz (SIL)    | ROC 35:16  | @AVI 14:35 | AVI 35:0  | @STE 8:41 | @TIG 23:21 | STE 28:0  |
| Rzeszów Rockets (ROC)   | @TIG 14:12 | @SIL 35:16 | STE 55:0  | TIG 16:14 | AVI 42:0   | @AVI 0:50 |
| Aviators Mielec (AVI)   | @STE 0:6   | SIL 14:35  | @SIL 35:0 | @ROC 42:0 | ROC 0:50   | TIG 0:33  |
| Zagłębie Steelers (STE) | AVI 0:6    | @ROC 55:0  | SIL 8:41  | TIG 0:48  | @TIG 52:0  | @SIL 28:0 |

| Grupa zachodnia                |           |            |            |            |           |           |
| Drużyna                        | Kolejka   | Kolejka    | Kolejka    | Kolejka    | Kolejka   | Kolejka   |
| Drużyna                        | 1         | 2          | 3          | 4          | 5         | 6         |
| Panthers Wrocław B (PAN)       | DRA 27:24 | @DRA 8:28  | STAL 55:0  | @PAT 0:35  | KOZ 0:20  | @KOZ 0:63 |
| Dragons Zielona Góra (DRA)     | @STA 8:38 | @KOZ 16:52 | @PAN 27:24 | PAN 8:28   | PAT 44:30 | STA 46:0  |
| Patrioci Poznań (PAT)          | STA 45:8  | KOZ 34:0   | @KOZ 6:34  | @DRA 44:30 | PAN 0:35  | @STA 0:46 |
| Stal Gorzów Wielkopolski (STA) | DRA 8:38  | @PAT 45:8  | @PAN 55:0  | KOZ 16:12  | @DRA 46:0 | PAT 0:46  |
| Kozły Poznań B (KOZ)           | DRA 16:52 | @PAT 34:0  | PAT 6:34   | @STA 16:12 | @PAN 0:20 | PAN 0:63  |

| Grupa południowa            |           |            |            |            |            |           |
| Drużyna                     | Kolejka   | Kolejka    | Kolejka    | Kolejka    | Kolejka    | Kolejka   |
| Drużyna                     | 1         | 2          | 3          | 4          | 5          | 6         |
| Wolverines Opole (WOL)      | THU 48:21 | PRE 35:3   | HAM 50:6   | @HAM 38:62 | @PRE 0:35  | @THU 6:49 |
| Hammers Łaziska Górne (HAM) | @THU 4:20 | PRE 7:6    | @PRE 0:27  | THU 13:15  | @WOL 50:6  | WOL 38:62 |
| Rybnik Thunders (THU)       | HAM 4:20  | @WOL 48:21 | @HAM 13:15 | @PRE 0:3   | PRE 20:27  | WOL 6:49  |
| Pretorians Skoczów (PRE)    | @HAM 7:6  | HAM 0:27   | @WOL 35:3  | THU 0:3    | @THU 20:27 | WOL 0:35  |

### Runda play-off
|  |              |                    |              |                    |    |           |                    |           |  |  |       |       |       |
|  | Ćwierćfinały | Ćwierćfinały       | Ćwierćfinały |                    |    | Półfinały | Półfinały          | Półfinały |  |  | Finał | Finał | Finał |
|  | Ćwierćfinały | Ćwierćfinały       | Ćwierćfinały |                    |    | Półfinały | Półfinały          | Półfinały |  |  | Finał | Finał | Finał |
|  |              |                    |              |                    |    |           |                    |           |  |  |       |       |       |
|  |              |                    |              |                    |    |           |                    |           |  |  |       |       |       |
|  | 1CE          | Rhinos Wyszków     | 35           |                    |    |           |                    |           |  |  |       |       |       |
|  | 1CE          | Rhinos Wyszków     | 35           |                    |    |           |                    |           |  |  |       |       |       |
|  | 2CE          | Green Ducks Radom  | 25           |                    |    |           |                    |           |  |  |       |       |       |
|  | 2CE          | Green Ducks Radom  | 25           |                    |    | 1CE       | Rhinos Wyszków     | 21        |  |  |       |       |       |
|  |              |                    |              |                    |    | 1CE       | Rhinos Wyszków     | 21        |  |  |       |       |       |
|  |              |                    | 1PN          | AZS Olsztyn Lakers | 34 |           |                    |           |  |  |       |       |       |
|  | 2WS          | Silvers Olkusz     | 1PN          | AZS Olsztyn Lakers | 34 | 16        |                    |           |  |  |       |       |       |
|  | 2WS          | Silvers Olkusz     |              |                    |    |           |                    |           |  |  |       |       |       |
|  | 1PN          | AZS Olsztyn Lakers | 30           |                    |    |           |                    |           |  |  |       |       |       |
|  | 1PN          | AZS Olsztyn Lakers | 30           |                    |    | 1PN       | AZS Olsztyn Lakers | 13        |  |  |       |       |       |
|  |              |                    |              |                    |    |           |                    |           |  |  |       |       |       |
|  |              |                    | 1ZC          | Panthers Wrocław B | 26 |           |                    |           |  |  |       |       |       |
|  | 1WS          | Kraków Tigers      | 1ZC          | Panthers Wrocław B | 26 | 6         |                    |           |  |  |       |       |       |
|  | 1WS          | Kraków Tigers      |              |                    |    |           |                    |           |  |  |       |       |       |
|  | 1ZC          | Panthers Wrocław B | 30           |                    |    |           |                    |           |  |  |       |       |       |
|  | 1ZC          | Panthers Wrocław B | 30           |                    |    | 1ZC       | Panthers Wrocław B | 43        |  |  |       |       |       |
|  |              |                    |              |                    |    | 1ZC       | Panthers Wrocław B | 43        |  |  |       |       |       |
|  |              |                    | 2PN          | Bydgoszcz Archers  | 0  |           |                    |           |  |  |       |       |       |
|  | 1PN          | Wolverines Opole   | 2PN          | Bydgoszcz Archers  | 0  | 7         |                    |           |  |  |       |       |       |
|  | 1PN          | Wolverines Opole   |              |                    |    |           |                    |           |  |  |       |       |       |
|  | 2PD          | Bydgoszcz Archers  | 19           |                    |    |           |                    |           |  |  |       |       |       |
|  | 2PD          | Bydgoszcz Archers  | 19           |                    |    |           |                    |           |  |  |       |       |       |

Wyniki
| Kolejka     | Data       | Gospodarz          | Wynik | Przeciwnik         |
| ----------- | ---------- | ------------------ | ----- | ------------------ |
| Ćwierćfinał | 01.10.2016 | Kraków Tigers      | 6:30  | Panthers Wrocław B |
| Ćwierćfinał | 02.10.2016 | Wolverines Opole   | 7:19  | Bydgoszcz Archers  |
| Ćwierćfinał | 02.10.2016 | Silvers Olkusz     | 16:30 | AZS Olsztyn Lakers |
| Ćwierćfinał | 02.10.2016 | Rhinos Wyszków     | 35:25 | Green Ducks Radom  |
| Półfinał    | 15.10.2016 | Panthers Wrocław B | 43:0  | Bydgoszcz Archers  |
| Półfinał    | 16.10.2016 | Rhinos Wyszków     | 21:34 | AZS Olsztyn Lakers |
| Finał       | 29.10.2016 | AZS Olsztyn Lakers | 13:26 | Panthers Wrocław B |

## PFLA 8

### Grupa północno-zachodnia
Tabela
| Lp. | Drużyna             | M | W | R | P | Pkt | PZ  | PS  | +/−  |
| --- | ------------------- | - | - | - | - | --- | --- | --- | ---- |
| 1.  | Husaria B „Janusze” | 4 | 4 | 0 | 0 | 8   | 144 | 18  | +126 |
| 2.  | Żagań Shadows       | 4 | 2 | 0 | 2 | 4   | 54  | 88  | -34  |
| 3.  | Korsarze Koszalin   | 4 | 0 | 0 | 4 | 0   | 32  | 124 | -92  |

1. turniej
Turniej został rozegrany 20 sierpnia 2016 roku w Żaganiu.
| Data       | Gospodarz         | Wynik | Przeciwnik          |
| ---------- | ----------------- | ----- | ------------------- |
| 20.08.2016 | Żagań Shadows     | 6:22  | Husaria B „Janusze” |
| 20.08.2016 | Korsarze Koszalin | 12:26 | Husaria B „Janusze” |
| 20.08.2016 | Żagań Shadows     | 28:6  | Korsarze Koszalin   |

2. turniej
Turniej został rozegrany 3 września 2016 roku w Szczecinie.
| Data       | Gospodarz           | Wynik | Przeciwnik        |
| ---------- | ------------------- | ----- | ----------------- |
| 03.09.2016 | Korsarze Koszalin   | 14:20 | Żagań Shadows     |
| 03.09.2016 | Husaria B „Janusze” | 46:0  | Żagań Shadows     |
| 03.09.2016 | Husaria B „Janusze” | 50:0  | Korsarze Koszalin |

### Grupa północno-wschodnia
Tabela
| Lp. | Drużyna              | M | W | R | P | Pkt | PZ  | PS  | +/−  |
| --- | -------------------- | - | - | - | - | --- | --- | --- | ---- |
| 1.  | Mustangs Płock       | 4 | 4 | 0 | 0 | 8   | 128 | 34  | +94  |
| 2.  | OldBoys Warszawa     | 4 | 2 | 0 | 2 | 4   | 118 | 50  | +68  |
| 3.  | Crusaders Warszawa B | 4 | 2 | 0 | 2 | 4   | 32  | 88  | -56  |
| 4.  | Kurpie&Lakers        | 4 | 0 | 0 | 4 | 0   | 18  | 124 | -106 |

1. turniej
Turniej został rozegrany 21 sierpnia 2016 roku w Ostrołęce.
| Data       | Gospodarz        | Wynik | Przeciwnik           |
| ---------- | ---------------- | ----- | -------------------- |
| 21.08.2016 | Kurpie&Lakers    | 6:48  | OldBoys Warszawa     |
| 21.08.2016 | Mustangs Płock   | 40:0  | Crusaders Warszawa B |
| 21.08.2016 | OldBoys Warszawa | 20:26 | Mustangs Płock       |
| 21.08.2016 | Kurpie&Lakers    | 6:20  | Crusaders Warszawa B |

2. turniej
Turniej został rozegrany 3 września 2016 roku w Szczecinie.
| Data       | Gospodarz            | Wynik | Przeciwnik           |
| ---------- | -------------------- | ----- | -------------------- |
| 03.09.2016 | OldBoys Warszawa     | 36:0  | Crusaders Warszawa B |
| 03.09.2016 | Mustangs Płock       | 44:0  | Kurpie&Lakers        |
| 03.09.2016 | Crusaders Warszawa B | 12:6  | Kurpie&Lakers        |
| 03.09.2016 | Mustangs Płock       | 18:14 | OldBoys Warszawa     |

### Grupa południowo-zachodnia
Tabela
| Lp. | Drużyna                  | M | W | R | P | Pkt | PZ  | PS  | +/−  |
| --- | ------------------------ | - | - | - | - | --- | --- | --- | ---- |
| 1.  | Bielawa Owls             | 4 | 4 | 0 | 0 | 8   | 135 | 0   | +135 |
| 2.  | Warriors Lubin           | 4 | 2 | 0 | 2 | 4   | 46  | 60  | -14  |
| 3.  | Jaguars Kąty Wrocławskie | 4 | 0 | 0 | 4 | 0   | 12  | 133 | -121 |

1. turniej
Turniej został rozegrany 21 sierpnia 2016 roku w Bielawie.
| Data       | Gospodarz                | Wynik | Przeciwnik               |
| ---------- | ------------------------ | ----- | ------------------------ |
| 21.08.2016 | Jaguars Kąty Wrocławskie | 0:32  | Warriors Lubin           |
| 21.08.2016 | Bielawa Owls             | 34:0  | Warriors Lubin           |
| 21.08.2016 | Bielawa Owls             | 38:0  | Jaguars Kąty Wrocławskie |

2. turniej
Turniej został rozegrany 4 września 2016 roku w Kątach Wrocławskich.
| Data       | Gospodarz                | Wynik | Przeciwnik     |
| ---------- | ------------------------ | ----- | -------------- |
| 04.09.2016 | Bielawa Owls             | 14:0  | Warriors Lubin |
| 04.09.2016 | Jaguars Kąty Wrocławskie | 12:14 | Warriors Lubin |
| 04.09.2016 | Jaguars Kąty Wrocławskie | 0:49  | Bielawa Owls   |

### Grupa południowo-wschodnia
Tabela
| Lp. | Drużyna          | M | W | R | P | Pkt | PZ | PS | +/− |
| --- | ---------------- | - | - | - | - | --- | -- | -- | --- |
| 1.  | Warsaw Eagles B  | 4 | 3 | 0 | 1 | 6   | 52 | 24 | +28 |
| 2.  | Wizards Opole    | 4 | 3 | 0 | 1 | 6   | 58 | 50 | +8  |
| 3.  | Raptors Racibórz | 4 | 2 | 0 | 2 | 4   | 55 | 28 | +27 |
| 4.  | Warsaw Dukes B   | 4 | 0 | 0 | 4 | 0   | 18 | 81 | -63 |

1. turniej
Turniej został rozegrany 20 sierpnia 2016 roku w Raciborzu.
| Data       | Gospodarz        | Wynik | Przeciwnik      |
| ---------- | ---------------- | ----- | --------------- |
| 20.08.2016 | Raptors Racibórz | 12:14 | Wizards Opole   |
| 20.08.2016 | Warsaw Dukes B   | 6:12  | Warsaw Eagles B |
| 20.08.2016 | Warsaw Dukes B   | 12:26 | Wizards Opole   |
| 20.08.2016 | Raptors Racibórz | 0:14  | Warsaw Eagles B |

2. turniej
Turniej został rozegrany 4 września 2016 roku w Opolu.
| Data       | Gospodarz      | Wynik | Przeciwnik       |
| ---------- | -------------- | ----- | ---------------- |
| 04.09.2016 | Wizards Opole  | 12:6  | Warsaw Eagles B  |
| 04.09.2016 | Warsaw Dukes B | 0:9   | Raptors Racibórz |
| 04.09.2016 | Warsaw Dukes B | 0:34  | Raptors Racibórz |
| 04.09.2016 | Wizards Opole  | 6:20  | Warsaw Eagles B  |

|  | Awans do turnieju ćwierćfinałowego |

### Turniej ćwierćfinałowy
1. turniej
Turniej został rozegrany 1 października 2016 roku w Bielawie.
| Kolejka  | Data       | Gospodarz      | Wynik | Przeciwnik          |
| -------- | ---------- | -------------- | ----- | ------------------- |
| Półfinał | 01.10.2016 | Warriors Lubin | 6:30  | Husaria B „Janusze” |
| Półfinał | 01.10.2016 | Bielawa Owls   | 37:0  | Żagań Shadows       |
| Finał    | 01.10.2016 | Bielawa Owls   | 14:0  | Husaria B „Janusze” |

2. turniej
Turniej został rozegrany 7 października 2017 roku w Bielawie.
| Kolejka  | Data       | Gospodarz        | Wynik | Przeciwnik       |
| -------- | ---------- | ---------------- | ----- | ---------------- |
| Półfinał | 02.10.2016 | Wizards Opole    | 6:40  | Mustangs Płock   |
| Półfinał | 02.10.2016 | OldBoys Warszawa | 20:2  | Warsaw Eagles B  |
| Finał    | 02.10.2016 | Mustangs Płock   | 26:6  | OldBoys Warszawa |

### Turniej finałowy
Wyniki
Turniej został rozegrany 23 października 2016 roku w Płocku.
| Kolejka           | Data       | Gospodarz      | Wynik | Przeciwnik          |
| ----------------- | ---------- | -------------- | ----- | ------------------- |
| Półfinał          | 23.10.2016 | Bielawa Owls   | 0:8   | OldBoys Warszawa    |
| Półfinał          | 23.10.2016 | Mustangs Płock | 14:12 | Husaria B „Janusze” |
| Mecz o 3. miejsce | 23.10.2016 | Bielawa Owls   | 32:0  | Husaria B „Janusze” |
| Finał             | 23.10.2016 | Mustangs Płock | 8:20  | OldBoys Warszawa    |

## PFLA J-8

### Grupa północno-wschodnia
Tabela
| Lp. | Drużyna                  | M | W | R | P | Pkt | PZ  | PS | +/−  |
| --- | ------------------------ | - | - | - | - | --- | --- | -- | ---- |
| 1.  | Stal Gorzów Wielkopolski | 4 | 4 | 0 | 0 | 8   | 138 | 0  | +138 |
| 2.  | Młoda Husaria i Ułani    | 4 | 1 | 1 | 2 | 3   | 22  | 90 | -68  |
| 3.  | Gryfici Szczecin         | 4 | 0 | 1 | 3 | 1   | 14  | 84 | -70  |

1. turniej
Turniej został rozegrany 24 września 2016 roku w Szczecinie.
| Data       | Gospodarz                | Wynik | Przeciwnik               |
| ---------- | ------------------------ | ----- | ------------------------ |
| 24.09.2016 | Stal Gorzów Wielkopolski | 36:0  | Gryfici Szczecin         |
| 24.09.2016 | Młoda Husaria i Ułani    | 14:6  | Gryfici Szczecin         |
| 24.09.2016 | Młoda Husaria i Ułani    | 0:38  | Stal Gorzów Wielkopolski |

2. turniej
Turniej został rozegrany 8 października 2016 roku w Gorzowie Wielkopolskim.
| Data       | Gospodarz                | Wynik | Przeciwnik            |
| ---------- | ------------------------ | ----- | --------------------- |
| 08.10.2016 | Gryfici Szczecin         | 8:8   | Młoda Husaria i Ułani |
| 08.10.2016 | Stal Gorzów Wielkopolski | 38:0  | Młoda Husaria i Ułani |
| 08.10.2016 | Stal Gorzów Wielkopolski | 26:0  | Gryfici Szczecin      |

### Grupa południowo-zachodnia
Tabela
| Lp. | Drużyna          | M | W | R | P | Pkt | PZ | PS  | +/− |
| --- | ---------------- | - | - | - | - | --- | -- | --- | --- |
| 1.  | Panthers Wrocław | 4 | 3 | 0 | 1 | 6   | 69 | 20  | +49 |
| 2.  | Bielawa Owls     | 4 | 3 | 0 | 1 | 6   | 82 | 56  | +26 |
| 3.  | Tychy Falcons    | 4 | 0 | 0 | 4 | 0   | 50 | 125 | -75 |

1. turniej
Turniej został rozegrany 24 września 2016 roku w Bielawie.
| Data       | Gospodarz        | Wynik | Przeciwnik       |
| ---------- | ---------------- | ----- | ---------------- |
| 24.09.2016 | Panthers Wrocław | 25:14 | Tychy Falcons    |
| 24.09.2016 | Bielawa Owls     | 6:0   | Panthers Wrocław |
| 24.09.2016 | Bielawa Owls     | 48:14 | Tychy Falcons    |

2. turniej
Turniej został rozegrany 9 października 2016 roku we Wrocławiu.
| Data       | Gospodarz        | Wynik | Przeciwnik    |
| ---------- | ---------------- | ----- | ------------- |
| 09.10.2016 | Bielawa Owls     | 28:22 | Tychy Falcons |
| 09.10.2016 | Panthers Wrocław | 20:0  | Bielawa Owls  |
| 09.10.2016 | Panthers Wrocław | 24:0  | Tychy Falcons |

### Grupa północno-wschodnia
Tabela
| Lp. | Drużyna                       | M | W | R | P | Pkt | PZ  | PS | +/− |
| --- | ----------------------------- | - | - | - | - | --- | --- | -- | --- |
| 1.  | Warsaw Eagles                 | 4 | 3 | 0 | 1 | 6   | 78  | 62 | +16 |
| 2.  | Mustangs Płock                | 4 | 2 | 0 | 2 | 4   | 100 | 82 | +18 |
| 3.  | Primacol Lowlanders Białystok | 4 | 1 | 0 | 3 | 2   | 54  | 64 | -10 |
| 4.  | Warsaw Sharks                 | 4 | 2 | 0 | 2 | 2   | 28  | 52 | -24 |

1. turniej
Turniej został rozegrany 25 września 2016 roku w Płocku.
| Data       | Gospodarz                     | Wynik | Przeciwnik                    |
| ---------- | ----------------------------- | ----- | ----------------------------- |
| 25.09.2016 | Mustangs Płock                | 24:12 | Warsaw Sharks                 |
| 25.09.2016 | Primacol Lowlanders Białystok | 8:26  | Warsaw Eagles                 |
| 25.09.2016 | Mustangs Płock                | 30:20 | Primacol Lowlanders Białystok |
| 25.09.2016 | Warsaw Eagles                 | 2:8   | Warsaw Sharks                 |

2. turniej
Turniej został rozegrany 9 października 2016 roku w Płocku.
| Data       | Gospodarz                     | Wynik | Przeciwnik                    |
| ---------- | ----------------------------- | ----- | ----------------------------- |
| 09.10.2016 | Mustangs Płock                | 20:22 | Warsaw Eagles                 |
| 09.10.2016 | Primacol Lowlanders Białystok | 6:8   | Warsaw Sharks                 |
| 09.10.2016 | Warsaw Sharks                 | 0:20  | Primacol Lowlanders Białystok |
| 09.10.2016 | Mustangs Płock                | 26:28 | Warsaw Eagles                 |

### Grupa południowo-wschodnia
Tabela
| Lp. | Drużyna                 | M | W | R | P | Pkt | PZ | PS | +/− |
| --- | ----------------------- | - | - | - | - | --- | -- | -- | --- |
| 1.  | Kraków Kings            | 4 | 3 | 0 | 1 | 6   | 82 | 18 | +64 |
| 2.  | Tytani Lublin           | 4 | 2 | 0 | 2 | 4   | 36 | 52 | -16 |
| 3.  | Silesia Rebels Katowice | 4 | 1 | 0 | 3 | 2   | 44 | 92 | -48 |

1. turniej
Turniej został rozegrany 25 września 2016 roku w Krakowie.
| Data       | Gospodarz               | Wynik | Przeciwnik              |
| ---------- | ----------------------- | ----- | ----------------------- |
| 25.09.2016 | Kraków Kings            | 38:12 | Silesia Rebels Katowice |
| 25.09.2016 | Silesia Rebels Katowice | 14:24 | Tytani Lublin           |
| 25.09.2016 | Kraków Kings            | 18:0  | Tytani Lublin           |

2. turniej
Turniej został rozegrany 8 października 2016 roku w Lublinie.
| Data       | Gospodarz     | Wynik | Przeciwnik              |
| ---------- | ------------- | ----- | ----------------------- |
| 08.10.2016 | Tytani Lublin | 6:18  | Silesia Rebels Katowice |
| 08.10.2016 | Kraków Kings  | 24:0  | Silesia Rebels Katowice |
| 08.10.2016 | Tytani Lublin | 6:2   | Kraków Kings            |

### Grupa centralna
Tabela
| Lp. | Drużyna           | M | W | R | P | Pkt | PZ | PS  | +/− |
| --- | ----------------- | - | - | - | - | --- | -- | --- | --- |
| 1.  | Angels Toruń      | 4 | 3 | 0 | 1 | 6   | 92 | 48  | +44 |
| 2.  | Kozły Poznań      | 4 | 3 | 0 | 1 | 6   | 98 | 52  | +46 |
| 3.  | Bydgoszcz Archers | 4 | 0 | 0 | 4 | 0   | 38 | 128 | -90 |

1. turniej
Turniej został rozegrany 25 września 2016 roku w Bydgoszczy.
| Data       | Gospodarz         | Wynik | Przeciwnik   |
| ---------- | ----------------- | ----- | ------------ |
| 25.09.2016 | Angels Toruń      | 12:18 | Kozły Poznań |
| 25.09.2016 | Bydgoszcz Archers | 6:18  | Angels Toruń |
| 25.09.2016 | Bydgoszcz Archers | 20:36 | Kozły Poznań |

2. turniej
Turniej został rozegrany 8 października 2016 roku w Inowrocławiu.
| Data       | Gospodarz         | Wynik | Przeciwnik        |
| ---------- | ----------------- | ----- | ----------------- |
| 08.10.2016 | Bydgoszcz Archers | 0:32  | Kozły Poznań      |
| 08.10.2016 | Angels Toruń      | 42:12 | Bydgoszcz Archers |
| 08.10.2016 | Angels Toruń      | 20:12 | Kozły Poznań      |

### Turniej półfinałowy
1. turniej
Turniej został rozegrany 22 października 2016 roku w Krakowie.
| Kolejka  | Data       | Gospodarz        | Wynik | Przeciwnik       |
| -------- | ---------- | ---------------- | ----- | ---------------- |
| Półfinał | 22.10.2016 | Kraków Kings     | 6:24  | Bielawa Owls     |
| Półfinał | 22.10.2016 | Panthers Wrocław | 21:6  | Tytani Lublin    |
| Finał    | 22.10.2016 | Bielawa Owls     | 6:12  | Panthers Wrocław |

2. turniej
Turniej został rozegrany 22 października 2016 roku w Inowrocławiu.
| Kolejka  | Data       | Gospodarz                | Wynik | Przeciwnik    |
| -------- | ---------- | ------------------------ | ----- | ------------- |
| Półfinał | 22.10.2016 | Stal Gorzów Wielkopolski | 12:14 | Warsaw Eagles |
| Półfinał | 22.10.2016 | Kozły Poznań             | 12:30 | Angels Toruń  |
| Finał    | 22.10.2016 | Warsaw Eagles            | 28:32 | Angels Toruń  |

### Turniej finałowy
Wyniki
Turniej został rozegrany 5 listopada 2016 roku w Bielawie.
| Kolejka           | Data       | Gospodarz        | Wynik | Przeciwnik       |
| ----------------- | ---------- | ---------------- | ----- | ---------------- |
| Półfinał          | 05.11.2016 | Panthers Wrocław | 19:24 | Warsaw Eagles    |
| Półfinał          | 05.11.2016 | Bielawa Owls     | 13:12 | Angels Toruń     |
| Mecz o 3. miejsce | 05.11.2016 | Angels Toruń     | 26:14 | Panthers Wrocław |
| Finał             | 05.11.2016 | Bielawa Owls     | 19:8  | Warsaw Eagles    |

## PFLA J-11

### Runda zasadnicza
Tabela
| Grupa zachodnia |                    |   |   |   |   |     |    |     |      |
| Lp.             | Drużyna            | M | W | R | P | Pkt | PZ | PS  | +/−  |
| 1.              | Patrioci Poznań    | 3 | 3 | 0 | 0 | 6   | 77 | 17  | +60  |
| 2.              | Panthers Wrocław   | 3 | 2 | 0 | 1 | 4   | 59 | 19  | +40  |
| 3.              | StaloweSowy        | 3 | 1 | 0 | 2 | 2   | 56 | 37  | +19  |
| 4.              | Wolverines Opole   | 3 | 0 | 0 | 3 | 0   | 6  | 125 | -119 |
| Grupa wschodnia |                    |   |   |   |   |     |    |     |      |
| 1.              | Seahorses Mazowsze | 3 | 3 | 0 | 0 | 6   | 65 | 8   | +57  |
| 2.              | Warsaw Eagles      | 3 | 2 | 0 | 1 | 4   | 50 | 28  | +22  |
| 3.              | Seahawks Gdynia    | 3 | 1 | 0 | 2 | 2   | 14 | 52  | -38  |
| 4.              | Olsztyn Lakers     | 3 | 0 | 0 | 3 | 0   | 20 | 61  | -41  |

Wyniki
| Grupa zachodnia        |           |           |           |         |         |         |
| Drużyna                | Kolejka   | Kolejka   | Kolejka   | Kolejka | Kolejka | Kolejka |
| Drużyna                | 1         | 2         | 3         |         |         |         |
| Patrioci Poznań (PAT)  | WOL 40:0  | STA 24:8  | @PAN 9:13 |         |         |         |
| Panthers Wrocław (PAN) | @STA 6:7  | @WOL 0:43 | PAT 9:13  |         |         |         |
| StaloweSowy (STA)      | PAN 6:7   | WOL 42:6  | @PAT 24:8 |         |         |         |
| Wolverines Opole (WOL) | @PAT 40:0 | @STA 42:6 | PAN 0:43  |         |         |         |

| Grupa wschodnia          |           |           |           |         |         |         |
| Drużyna                  | Kolejka   | Kolejka   | Kolejka   | Kolejka | Kolejka | Kolejka |
| Drużyna                  | 1         | 2         | 3         |         |         |         |
| Seahorses Mazowsze (SEH) | SEA 20:0  | @LAK 8:29 | EAG 16:0  |         |         |         |
| Warsaw Eagles (EAG)      | LAK 24:6  | @SEA 6:26 | @SEH 16:0 |         |         |         |
| Seahawks Gdynia (SEA)    | @SEH 20:0 | EAG 6:26  | @LAK 6:8  |         |         |         |
| Olsztyn Lakers (LAK)     | @EAG 24:6 | SEH 8:29  | SEA 6:8   |         |         |         |

### Runda play-off
|  |           |                    |           |                  |    |       |                 |       |
|  | Półfinały | Półfinały          | Półfinały |                  |    | Finał | Finał           | Finał |
|  | Półfinały | Półfinały          | Półfinały |                  |    | Finał | Finał           | Finał |
|  |           |                    |           |                  |    |       |                 |       |
|  |           |                    |           |                  |    |       |                 |       |
|  | 1WS       | Seahorses Mazowsze | 6         |                  |    |       |                 |       |
|  | 1WS       | Seahorses Mazowsze | 6         |                  |    |       |                 |       |
|  | 2ZC       | Panthers Wrocław   | 35        |                  |    |       |                 |       |
|  | 2ZC       | Panthers Wrocław   | 35        |                  |    | 1WS   | Patrioci Poznań | 0     |
|  |           |                    |           |                  |    | 1WS   | Patrioci Poznań | 0     |
|  |           |                    | 2ZC       | Panthers Wrocław | 29 |       |                 |       |
|  | 1ZC       | Patrioci Poznań    | 2ZC       | Panthers Wrocław | 29 | 30    |                 |       |
|  | 1ZC       | Patrioci Poznań    |           |                  |    |       |                 |       |
|  | 2WS       | Warsaw Eagles      | 28        |                  |    |       |                 |       |
|  | 2WS       | Warsaw Eagles      | 28        |                  |    |       |                 |       |
|  |           |                    |           |                  |    |       |                 |       |

Wyniki
| Kolejka  | Data       | Gospodarz          | Wynik | Przeciwnik       |
| -------- | ---------- | ------------------ | ----- | ---------------- |
| Półfinał | 25.06.2016 | Seahorses Mazowsze | 6:35  | Panthers Wrocław |
| Półfinał | 26.06.2016 | Patrioci Poznań    | 30:28 | Warsaw Eagles    |
| Finał    | 09.07.2016 | Patrioci Poznań    | 0:29  | Panthers Wrocław |